# Aluel James Bol
Aluel James Bol est une pilote professionnelle aux États-Unis, qui vole pour Delta Air Lines. Elle est la première femme sud-soudanaise à obtenir le diplôme de pilote de ligne. 

## Biographie

### Jeunesse et éducation
Aluel James Bol naît vers 1983 de parents sud-soudanais. Le juge James Bol est son père, elle grandit au Kenya comme réfugiée, en raison du conflit politique et ethnique au Soudan du Sud. Après le décès de son père, elle est parrainée par le nouveau gouvernement sud-soudanais pour achever sa formation de pilote de ligne dans des écoles d’aviation aux États-Unis, où elle obtient son diplôme en 2011.

### Carrière
Après avoir obtenu son diplôme, elle travaille pour Ethiopian Airlines. Elle occupe ensuite un poste de consultante auprès du ministère des Transports et des Routes du Soudan du Sud. Plus tard, elle vole pour la compagnie aérienne Flydubai. En 2018, elle est nommée commandant de bord chez Delta Air Lines,,,,.